# Stupid Love (bài hát của Lady Gaga)
"Stupid Love" (Tiếng Việt: "Tình yêu dại khờ") là một bài hát được ghi lại bởi ca sĩ người Mỹ Lady Gaga. Nó đã bị rò rỉ trên Internet vào tháng 1 năm 2020, trước khi được phát hành chính thức cùng với một video âm nhạc vào ngày 28 tháng 2 năm 2020, dưới dạng đĩa đơn từ album phòng thu thứ sáu sắp tới của Gaga, Chromatica (2020).

## Giai điệu
"Stupid Love" như là một sự trở lại với sự kết hợp dance-pop  và electropop  như sự nghiệp trước đây của Gaga, với những ảnh hưởng của điệu nhảy, sàn nhảy, và điện tử. Dan Adler của Vanity Fair cho rằng "Đĩa đơn mới của Lady Gaga 'Stupid Love' xuất hiện trong các tuyên bố: 'Tất cả những gì tôi muốn là tình yêu'; 'Tôi muốn tình yêu ngu ngốc của bạn.' Cô ấy phát hành chúng qua điệu nhảy pop lấp lánh, và chúng ít gây cười hơn so với sự háo hức, hành động biểu lộ là chiến thắng." Bài hát được sáng tác theo phím của B chính và chạy với nhịp độ 118 nhịp mỗi phút. Giọng hát của Gaga trải dài từ A3 đến F5 trong bài hát.

## Phát hành và quảng bá
Gaga đã công bố phát hành bài hát qua phương tiện truyền thông xã hội vào ngày 25 tháng 2 năm 2020. Thông báo được kèm theo một bức ảnh của một bảng quảng cáo ở Los Angeles có "một hình ảnh của tiêu đề bài hát văng trên một hình ảnh của đôi môi hồng sáng."  Biển quảng cáo cũng có các ảnh rò rỉ từ video âm nhạc được nhúng bên phải văn bản trung tâm, cũng như hình bóng của các nhân vật trong video ăn sâu vào văn bản. Từ "Chromatica" được viết hai lần trên bảng quảng cáo: một chữ cái liền kề với ảnh tĩnh của video nhạc và một lần nữa là dòng cuối cùng của thông điệp bản quyền ở góc dưới bên trái. Sự nổi bật của từ này đã khiến các hãng tin đưa ra suy đoán về tiêu đề của album phòng thu thứ sáu của Gaga.
Tạp chí Jeena Sharma of Paper đã mô tả những hình ảnh quảng cáo của Gaga cho "Stupid Love" là "pop-meet-punk". Những hình ảnh đặc trưng Gaga mặc một màu hồng đơn sắc với trang điểm từ dòng sản phẩm làm đẹp của cô thuộc phòng thí nghiệm của cô. Ngay trước khi phát hành "Stupid Love" và video âm nhạc của nó, Gaga đã tweet "trái đất bị hủy bỏ". Bài hát này đã nổi bật trên một quảng cáo của Apple như một phần của chiến dịch "Shot on iPhone 11 Pro". Apple xác nhận video âm nhạc được quay hoàn toàn bằng ứng dụng Filmic Pro trên iPhone 11 Pro. Trong vài giờ sau khi phát hành, cả bài hát "Stupid Love" và bản thân Lady Gaga là hai chủ đề thịnh hành hàng đầu trên Twitter trên toàn thế giới, làm chặn vị trí số 1 của hashtag #KoreansApologizetoVietnam  Được gọi là "những gì các nhà sử học trong năm 2020 sẽ gọi là khoảnh khắc tích cực nhất năm 2020 từng được ghi lại", một cuộc họp báo COVID-19 ở Ý đã bị gián đoạn bởi "Stupid Love" đang phát trên điện thoại. Sau khi đoạn video quay về sự gián đoạn được lưu hành trên Twitter, một phóng viên đã tweet để thú nhận trách nhiệm và bày tỏ vui mừng khi gây ra một số nụ cười trong một cuộc họp khá căng thẳng.

## Đánh giá
"Stupid Love" đã nhận được những đánh giá tích cực từ hầu hết các nhà phê bình âm nhạc, ca ngợi sự trở lại của Gaga về cội nguồn dance-pop của cô. Sau vụ rò rỉ, Kyle Munzenrieder của tạp chí W đã viết: "Đó là tác phẩm kinh điển Gaga với đoạn điệp khúc đầy sức mạnh và một bài hát lớn trong phòng. Người hâm mộ của cô bắt đầu mổ xẻ những gì nó nói với chúng tôi về album sắp tới. Tuy nhiên, bản thân Gaga không có nó. "  Nhận xét về vụ rò rỉ, Harper's Bazaar mô tả "Stupid Love" là một "giai điệu lạc quan với giọng hát lớn và vũ đạo và sản xuất điện tử ", dường như "sẵn sàng trở thành một đài phát thanh khác của ca sĩ". Variety đã mô tả sự rò rỉ này như là một "giai điệu được sử dụng trong vũ trường với phong cách trở lại với album Sinh ra theo cách này của Gaga".
Khi phát hành chính thức bài hát, Michael Cuby of Nylon đã mô tả bài hát này là "sự pha trộn giữa 'Bad Kids' và ‘The Edge of Glory’ với nhịp điệu ngay lập tức gợi lại bản nhạc vui nhộn của ' Do What U Want ',"  và "loại bài hát bạn có thể dễ dàng tưởng tượng ra cả hệ thống âm thanh đắt tiền tại câu lạc bộ đồng tính địa phương và loa ngoài xe hơi khi nó tăng tốc trên đường cao tốc với đỉnh từ trên xuống vào mùa hè." Jamieson Cox cho Pitchfork cũng so sánh bài hát này với "Do What U Want", nói rằng "brawny, sàn nhảy sáng bóng"  của "Stool Love" nghe giống như một phiên bản tăng tốc của trước đây. Cox tuyên bố "Stupid Love" nhớ lại kỷ nguyên cuối những năm 2000 của Gaga "mà không đạt được cùng một sự vĩ đại", nhưng vẫn chào đón sự trở lại của Gaga và "tinh thần bất khuất, bất khuất khiến cô trở nên sảng khoái ngay từ đầu." Viết cho tạp chí Rolling Stone, Claire Shaffer và Althea Legaspi đã mô tả bài hát này là một "điệu nhảy", trong khi Ben Kaye của Con resultence of Sound là một "người đập sàn nhảy điện tử ".
Spencer Kornhaber cho The Atlantic gọi đĩa đơn là "sự trở lại vẻ vang"  và "trở lại hình thức không chỉ cho ca sĩ, mà còn cho thể loại của cô ấy". Kornhaber nói thêm rằng mặc dù sản phẩm Max Martin "cảm thấy được điều chỉnh hoàn hảo cho sự hấp dẫn, giọng nói của Gaga rất lớn và có thể nhận ra rằng cảm giác của con người vẫn còn nguyên vẹn" và kết luận rằng "Stupid Love" là "nhẹ nhàng, ngọt ngào và trật tự." Kornhaber cũng ca ngợi công việc bàn phím và pha trộn bài hát của BloodPop và Tchami, đề cập đến micro giây trước khi thả đoạn điệp khúc cuối cùng, gọi đó là "giả mạo lừa mọi lúc mọi nơi, như những siêu nhân đã nghe một cách vui vẻ bài hát kể từ khi nó bị rò rỉ vào tháng 1 có thể chứng thực." Đối với Tạp chí Slant, Alexa Camp đã chỉ trích nhiều hơn về ca khúc, mô tả nó như là một "lát cắt điện tử hấp dẫn nhưng không chắc chắn"  và so sánh bassline của nó với "Do What U Want".

## Vị trí trên các bảng xếp hạng
Ở Mỹ, "Stupid Love" ra mắt ở vị trí thứ 5 trên Billboard Hot 100, trở thành top 10 thứ mười sáu, top 5 thứ 12 của Gaga và tác phẩm ra mắt cao nhất của cô kể từ " The Edge of Glory " ra mắt ở vị trí thứ 3 năm 2011. Nó cũng đánh dấu lần ra mắt top 10 đầu tiên của cô kể từ "Dope" bắt đầu ở vị trí thứ 8 vào tháng 11 năm 2013 và top ten đầu tiên kể từ " Shallow " đạt vị trí số một vào tháng 3 năm 2019. Ngoài ra, với "Tình yêu ngu ngốc", Gaga trở thành nghệ sĩ thứ năm được xếp hạng trong Top 10 của Hot 100 trong những năm 2000, 2010 và 2020. Bài hát ra mắt tại hội nghị thượng đỉnh về Bài hát kỹ thuật số, với 53.000 lượt tải xuống được bán và trở thành nhà lãnh đạo thứ bảy của Gaga trên bảng xếp hạng. Nó cũng xuất hiện ở vị trí số 1 trên bảng xếp hạng Hot Dance / Electronic Song, trở thành người đứng đầu thứ năm của cô và danh hiệu xếp hạng thứ 28, nhiều nhất trong số các nữ ca sĩ solo.
Bài hát cũng xuất hiện ở vị trí thứ 5 trên Bảng xếp hạng đĩa đơn của Anh, trở thành top 10 thứ mười ba của Gaga trong nước.

## Video âm nhạc

### Bối cảnh và tóm tắt

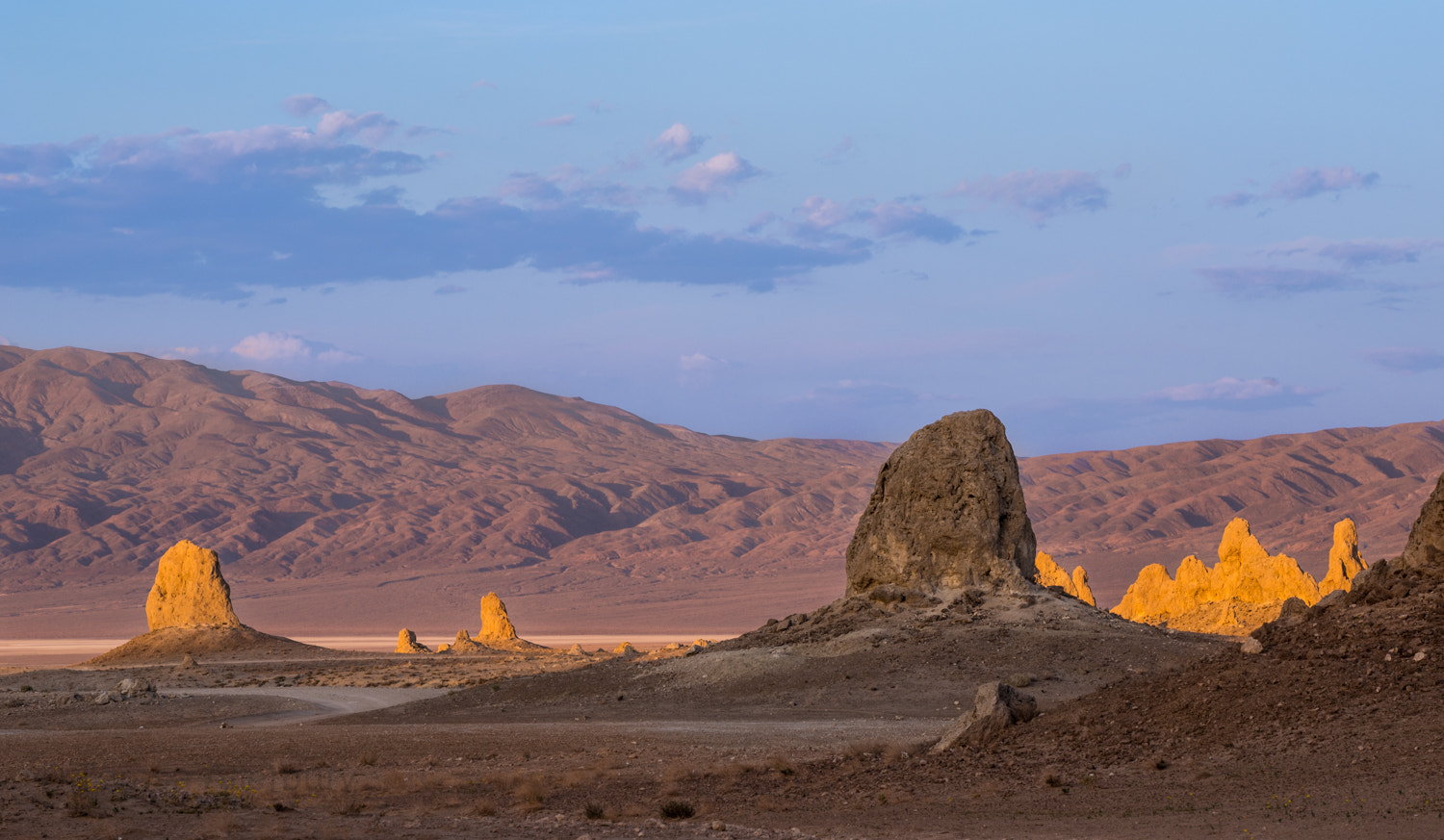
Trona Pinnacles, địa điểm quay MV "Stupid Love"

Video âm nhạc đi kèm được đạo diễn bởi Daniel Askill và biên đạo bởi Richard Jackson. Nó được phát hành vào ngày 28 tháng 2 trực tuyến và trên kênh MTV Hoa Kỳ, với những lời trêu ghẹo được phát hành trước đó một ngày.  Được quay tại địa điểm tại Trona Pinnacles, California, video có cảnh Gaga đấu tranh "các phe phái chiến tranh để thiết lập trật tự thế giới nhân ái hơn". Video được quay hoàn toàn bằng hệ thống camera ba iPhone 11 Pro của Apple.
Video âm nhạc mở đầu với nội dung "Thế giới xung đột. Nhiều bộ lạc chiến đấu cho sự thống trị. Trong khi những người thuộc linh hồn cầu nguyện và không đấu tranh cho hòa bình, thì lòng tốt trừng phạt chiến đấu cho Chromatica. "  Máy ảnh chĩa vào một khung cảnh sa mạc với những ngọn núi pha lê. Gaga và đội của cô đang chạy đến hiện trường của một trận chiến. Gaga được nhìn thấy trong những bộ trang phục màu hồng nóng bỏng khác nhau nhảy múa với các nhóm chiến binh nhảy múa, mỗi nhóm có một màu sắc và logo tương ứng.  Một khi các phe phái bắt đầu chiến đấu một lần nữa, Gaga không thể chịu đựng được nữa. Cô đánh hai máy bay chiến đấu và đập chúng xuống đất. Với động thái đó, trận chiến đã chiến thắng.  Gaga dẫn các chiến binh nhảy vào một lễ kỷ niệm lớn để kết thúc video.  Phe màu hồng, do Gaga lãnh đạo, đã khôi phục hòa bình cho khu vực sa mạc.
Trong một cuộc phỏng vấn của Harper's Bazaar với nghệ sĩ trang điểm của Gaga, Sarah Tanno, Tanno đã mô tả bằng cách sử dụng các mảnh gợi lên áo giáp để thỏa mãn mong muốn của Gaga để cảm thấy mạnh mẽ cho video. Mô tả mong muốn của Gaga, Tanno giải thích: "cô ấy muốn thể hiện một" Punk Kindness ", một người chiến đấu vì lòng tốt và dẫn dắt bằng tình yêu. Tanno đã tìm cảm hứng từ thời kỳ trước trong sự nghiệp của Gaga trong việc tạo ra các mảnh ghép của Gaga cho video âm nhạc. "Trong kỷ nguyên Sinh ra theo cách này, cô ấy đã có những bộ phận giả này, vì vậy tôi nghĩ, điều đặc biệt mới mà tôi có thể làm cho cô ấy là gì? Bộ giáp này tự nhiên sẽ có các sắc thái khác nhau của màu hồng kim loại, "  Tanno giải thích. Muốn các mảnh ghép di chuyển với Gaga khi cô di chuyển và nhảy múa, Tanno đã tạo ra các mảnh mặt bằng vật liệu giống như chân giả xương thay vì chọn kim loại.  Không giống như các mảnh mặt, trang phục của Gaga có các mảnh được chế tác bằng kim loại thực tế được thiết kế bởi Laurel DeWitt. "Các bảng tâm trạng là một sự pha trộn điên rồ của áo giáp tương lai, người ngoài hành tinh và thậm chí là một loại rung cảm của côn trùng. Mọi thứ phải có màu hồng nên tôi đã làm việc với đội ngũ phong cách của cô ấy và chỉ cần tôi giải thích về nó. Kim loại màu hồng! Ý tôi là mọi người! Nó thật hoàn hảo ", DeWitt mô tả. Bốn bộ trang phục khác nhau được tạo ra cho Gaga bởi DeWitt và bộ tóc giả màu hồng của Gaga được xem là sự khởi đầu từ phong cách trước đây của Gaga. DeWitt nói thêm rằng Gaga yêu thích các kiểu dáng, nhưng cô thấy một số thứ gây đau đớn khi mặc, "nhưng bạn biết Gaga, bất cứ thứ gì cho thời trang",  DeWitt kết luận.

### Đón nhận

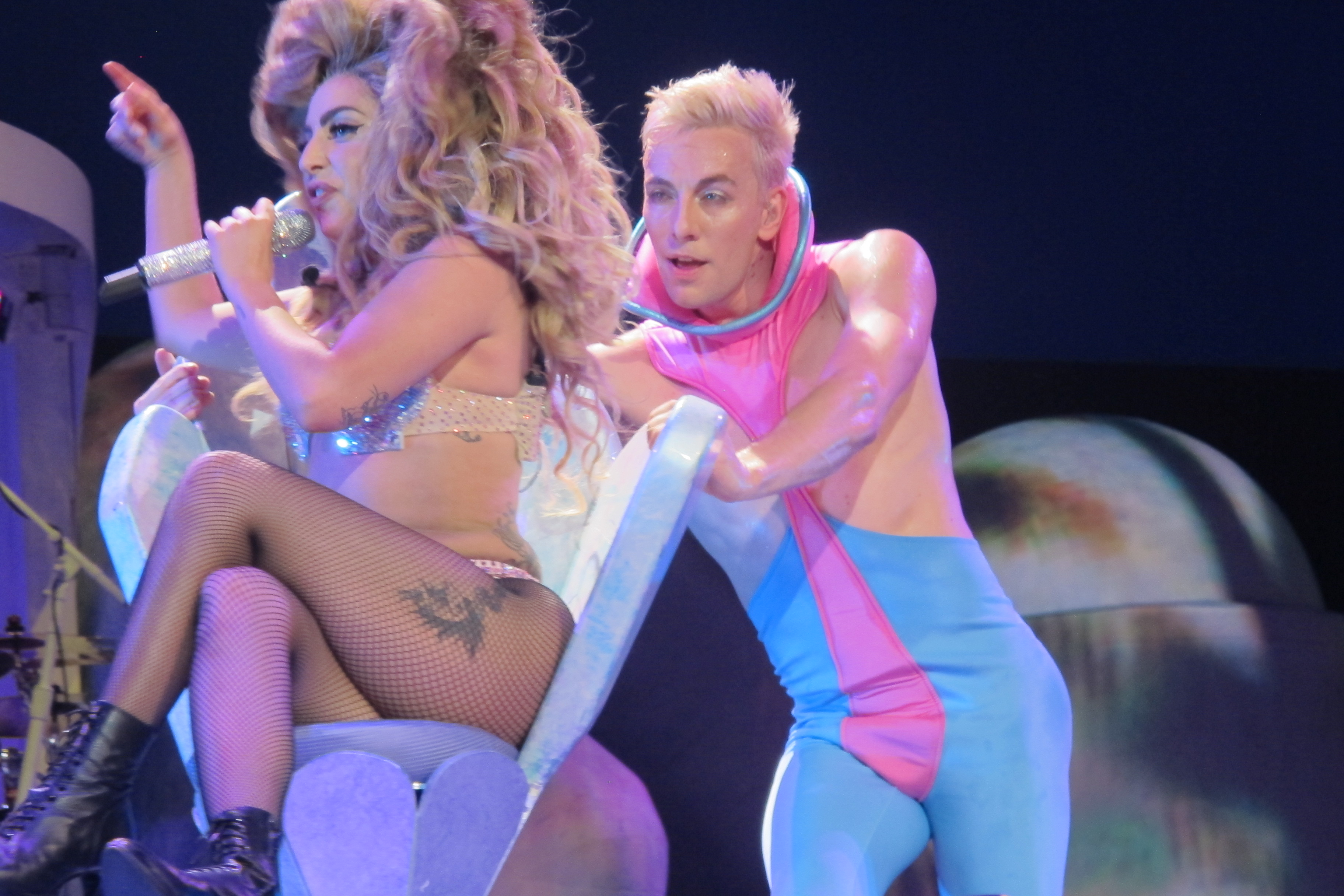
Hình ảnh trại hè của "Tình yêu ngốc nghếch" đã thu hút sự so sánh từ Artpop của Gaga

<i id="mwARo">Tạp chí Vogue</i> của Anh mô tả vẻ ngoài của Gaga cho video âm nhạc là một "chiến binh sa mạc lấy cảm hứng từ Y2K"  và gọi thẩm mỹ của ca sĩ là sự trở lại với kỷ nguyên "hình thức mặc váy" của cô.  Dave Holmes cho Esquire mô tả điệu nhảy của Gaga trong video là "trở lại một loại chuyển động ít" nhảy "hơn và một loạt các cử chỉ. Các tác phẩm kinh điển đã trở lại: 'cổ tay trên trán' tạo ra sự trở lại đắc thắng, cũng như 'bàn tay che mắt' và 'cẳng tay trong đội hình x. '"  Craig Jenkins cho VARM đã mô tả video là một "sự quá mức trực quan có chủ đích"  với vũ đạo chặt chẽ và so sánh video với video âm nhạc cho " Genesis " của Grimes, trò chơi video Bayonetta và Star Trek. Brandon Wetmore cho tạp chí Paper mô tả video là một "cuộc diễu hành niềm tự hào" điên rồ  kết hợp vũ đạo từ kỷ nguyên "Bad Romance" với trại kỷ nguyên Artpop  và đối lập sự sinh động và màu sắc của video với tông màu im lặng và ảm đạm của video hình ảnh từ thời "Vì sao vụt sáng" trước đó. Alexa Camp cho Tạp chí Slant đã chỉ trích video đơn và video của nó, gọi video này một cách thô thiển và thiếu "thần thoại tinh vi (tương đối) hoặc tường thuật các video như 'Sinh ra theo cách này'"năm 2011  

## Thành phần đội ngũ
- Lady Gaga – vocals, songwriter
- BloodPop – producer, songwriter, bass, drums, guitar, keyboards, percussion
- Tchami – producer, songwriter, mixer, bass, drums, guitar, keyboards, percussion
- Max Martin – co-producer, songwriter, vocal producer
- Ely Rise – songwriter
- Benjamin Rice – vocal producer, mixer, recording engineer
- Tom Norris – mixer
- John "JR" Robinson – drums

## Xếp hạng
| Chart (2020)                                  | Peak position |
| --------------------------------------------- | ------------- |
| Argentina (Argentina Hot 100)                 | 42            |
| Úc (ARIA)                                     | 7             |
| Áo (Ö3 Austria Top 40)                        | 17            |
| Bỉ (Ultratop 50 Flanders)                     | 20            |
| Bỉ (Ultratop 50 Wallonia)                     | 12            |
| Bolivia (Monitor Latino)                      | 16            |
| Bulgaria (PROPHON)                            | 9             |
| Canada (Canadian Hot 100)                     | 7             |
| Canada AC (Billboard)                         | 21            |
| Canada CHR/Top 40 (Billboard)                 | 9             |
| Canada Hot AC (Billboard)                     | 5             |
| Costa Rica (Monitor Latino)                   | 11            |
| Croatia (HRT)                                 | 2             |
| Cộng hòa Séc (Rádio Top 100)                  | 51            |
| Cộng hòa Séc (Singles Digitál Top 100)        | 7             |
| Châu Âu Digital Song Sales (Billboard)        | 1             |
| Ecuador (National-Report)                     | 15            |
| El Salvador (Monitor Latino)                  | 1             |
| Estonia (Eesti Tipp-40)                       | 11            |
| Phần Lan (Suomen virallinen lista)            | 14            |
| France (SNEP)                                 | 36            |
| Đức (GfK)                                     | 21            |
| Greece (IFPI)                                 | 10            |
| Hungary (Rádiós Top 40)                       | 18            |
| Hungary (Single Top 40)                       | 1             |
| Hungary (Stream Top 40)                       | 7             |
| Ireland (IRMA)                                | 6             |
| Israel (Media Forest)                         | 8             |
| Italy (FIMI)                                  | 15            |
| Nhật Bản (Japan Hot 100)                      | 48            |
| Japan Hot Overseas (Billboard)                | 3             |
| Latvia (Latvijas Radio)                       | 4             |
| Lebanon (OLT20)                               | 13            |
| Lithuania (AGATA)                             | 9             |
| Mexico (Mexico Airplay)                       | 23            |
| Hà Lan (Single Top 100)                       | 56            |
| New Zealand (Recorded Music NZ)               | 23            |
| Norway (VG-lista)                             | 22            |
| Panama (Monitor Latino)                       | 17            |
| Ba Lan (Polish Airplay Top 100)               | 51            |
| Bồ Đào Nha (AFP)                              | 23            |
| Scotland (OCC)                                | 1             |
| Singapore (RIAS)                              | 20            |
| Slovakia (Rádio Top 100)                      | 29            |
| Slovakia (Singles Digitál Top 100)            | 13            |
| Spain (PROMUSICAE)                            | 50            |
| Sweden (Sverigetopplistan)                    | 24            |
| Thụy Sĩ (Schweizer Hitparade)                 | 6             |
| Anh Quốc (OCC)                                | 5             |
| Hoa Kỳ Billboard Hot 100                      | 5             |
| Hoa Kỳ Adult Contemporary (Billboard)         | 18            |
| Hoa Kỳ Adult Pop Airplay (Billboard)          | 8             |
| Hoa Kỳ Dance Club Songs (Billboard)           | 14            |
| Hoa Kỳ Dance/Mix Show Airplay (Billboard)     | 8             |
| Hoa Kỳ Hot Dance/Electronic Songs (Billboard) | 1             |
| Hoa Kỳ Pop Airplay (Billboard)                | 11            |
| US Rolling Stone Top 100                      | 4             |

| Chart (2020)               | Peak position |
| -------------------------- | ------------- |
| Brazil (Pro-Música Brasil) | 33            |

## Lịch sử phát hành
| Khu vực        | Ngày                     | định dạng                                           | Nhãn    | Ref.         |
| -------------- | ------------------------ | --------------------------------------------------- | ------- | ------------ |
| Đa dạng        | Ngày 28 tháng 2 năm 2020 | Digital download streaming vinyl cassette CD single | Giao lộ | [ 1 ] [ 99 ] |
| Nước Ý         | Ngày 28 tháng 2 năm 2020 | Đài phát thanh đương đại                            | phổ cập | [ 100 ]      |
| Vương quốc Anh | 29 tháng 2 năm 2020      | Đài phát thanh đương đại                            | phổ cập | [ 101 ]      |
| Châu Úc        | Ngày 2 tháng 3 năm 2020  | Đài phát thanh đương đại                            | phổ cập |              |
| Hoa Kỳ         | Ngày 2 tháng 3 năm 2020  | Đài phát thanh đương đại dành cho người lớn         | Giao lộ | [ 102 ]      |
| Hoa Kỳ         | 3 tháng 3 năm 2020       | Đài phát thanh đương đại                            | Giao lộ | [ 103 ]      |
| Vương quốc Anh | Ngày 7 tháng 3 năm 2020  | Đài phát thanh đương đại dành cho người lớn         | phổ cập | [ 104 ]      |